# SK Rubin Jalta
Sportivnyj klub Rubin Jalta (rusky Спортивный клуб «Рубин» Ялта) je ruský fotbalový klub sídlící ve městě Jalta v Republice Krym. Od sezóny 2015/16 hraje v Premjer lige (krymská nejvyšší soutěž). Klub byl založen v roce 2009. V sezóně 2015/16 se klub přihlásil do Krymského fotbalového svazu a stal se zakládajícím členem nové Krymské ligy.
Své domácí zápasy odehrává na stadionu Avangard s kapacitou 7 000 diváků.

## Umístění v jednotlivých sezonách
Legenda: Z - zápasy, V - výhry, R - remízy, P - porážky, VG - vstřelené góly, OG - obdržené góly, +/- - rozdíl skóre, B - body, červené podbarvení - sestup, zelené podbarvení - postup, světle fialové podbarvení - přesun do jiné soutěže
| Krym (2015 – ) |                  |        |    |   |   |    |    |    |     |    |        |
| Sezóny         | Liga             | Úroveň | Z  | V | R | P  | VG | OG | +/- | B  | Pozice |
| 2015/16        | Premjer liga KFS | 1      | 28 | 9 | 5 | 14 | 33 | 38 | -5  | 32 | 7.     |
| 2016/17        | Premjer liga KFS | 1      | 28 |   |   |    |    |    |     |    |        |